# Dogadda
Dogadda är en ort i Indien.   Den ligger i distriktet Pauri Garhwal och delstaten Uttarakhand, i den norra delen av landet, 190 km nordost om huvudstaden New Delhi. Dogadda ligger 763 meter över havet och antalet invånare är 2 780.